# Jogo de palavras
Um jogo de palavras é um tipo de calembur, um  trocadilho para misturar as palavras ou os sons, e em particular os que consistem em duas palavras ou frases homófonas, no sentido humorístico, mas com sentido diferente, para darem lugar a equívocos .